# Уклета кућа (филм из 2017)
Уклета кућа (шп. El secreto de Marrowbone) шпански је психолошки хорор филм на енглеском језику из 2017. Режију и сценарио потписује Серхио Г. Санчез, док главне улоге тумаче Џорџ Макај, Анја Тејлор Џој, Чарли Хитон, Мија Гот и Метју Стаг. Филм говори о породици Мароубон (Макај, Хитон, Гот и Стаг), који се селе из Енглеске на имање предака своје мајке у Мејну, где су суочени са злокобним присуством.

## Радња
Након мајчине смрти, Џек и његова сестра и браћа скривају се у старој кући на мистериозној фарми, којом лута претећа сподоба. Године 1969. у руралној Америци, Џек (20) и његова сестра и браћа, Џејн (19), Били (18) и Сем (5) живе у старој кући на усамљеној, рушевној фарми која је годинама била напуштена. Напустили су Енглеску са мајком Росе (40), бежећи од насилног оца и тражећи прилику за нови почетак у новој земљи. Мајка је умрла врло брзо након што су стигли у Мароубон. Деца од тада живе изоловано, одвојени од света, а мајчина је смрт једна од првих тајни које скривају зидови старе куће.

## Улоге
| Глумац           | Улога          |
| ---------------- | -------------- |
| Џорд Макај       | Џек Мароубон   |
| Анја Тејлор Џој  | Али            |
| Чарли Хитон      | Били Мароубон  |
| Мија Гот         | Џејн Мароубон  |
| Метју Стаг       | Сем Мароубон   |
| Кајл Солер       | Том Портер     |
| Никола Харисон   | Роуз Мароубон  |
| Том Фишер        | Сајмон Ферберн |
| Мира Кетрин Пирс | Моли           |